# الطويات (السيب)
الطويات منطقة سكنية تقع في ولاية السيب، التابعة لمحافظة مسقط في سلطنة عمان. يقدر عدد سكانها بـ 464 نسمة حسب إحصاء عام 2010 التابع للمركز الوطني للإحصاء والمعلومات الحكومي. رمز المنطقة هو 10520220.

## الوصلات الخارجية
- المركز الوطني للإحصاء والمعلومات، سلطنة عمان